# Угловой залив
Углово́й зали́в — внутренний залив у северо-восточного берега Амурского залива (Японское море). Вдаётся в берег материка между мысом Тихий и мысом Клыкова.
Восточный берег залива в основном низкий с непродолжительными возвышениями (между железнодорожными станциями Весенняя и Угольная). Северный берег низкий. Западный берег залива возвышенный, за исключением низкого участка в районе перешейка, соединяющего полуостров Де-Фриза с материком.
Глубины на фарватерах, ведущих в Угловой залив, в среднем 0,4 — 3,6 м; в непосредственной близости от этих фарватеров разбросано множество песчано-илистых банок. Волнение воды слабое в связи с закрытостью акватории. Зимой Угловой залив замерзает. Первый лёд появляется, как правило, уже во второй декаде ноября и держится до середины марта.
На восточном берегу залива расположена санаторно-курортная зона «Садгород», известная лечебными грязями; к северу от Садгорода находится железнодорожная станция Весенняя, от которой тянутся кварталы частного сектора, переходящие в промзону, включающую в себя предприятия пищевой промышленности, склады и многое другое. Далее к северу расположен посёлок Трудовое (железнодорожная станция Угольная). На северном побережье расположен бывший посёлок, а ныне часть города Артёма Угловое, село Прохладное, посёлок Зима Южная. С запада воды Углового залива омывают полуостров Де-Фриз, на котором расположен посёлок Де-Фриз.
Вследствие мелководности Угловой залив существенного навигационного значения не имеет.
Слабое движение водных масс способствует накоплению вредных веществ, сбрасываемых в воды залива предприятиями промзоны. Ситуация усугубилась при строительстве низководной эстакады Де-Фриз — Седанка, при сооружении которой с обоих берегов были отсыпаны технологические дамбы длиной около 350—400 м каждая.